# Maud Wyler
Pour les articles homonymes, voir Wyler.
Maud Wyler est une actrice française, née le 14 décembre 1982.

## Biographie
Maud Wyler a grandi dans une ferme des Yvelines, chez ses grands-parents.
Sortie de sa promotion en 2008, elle a mené ses études au Conservatoire national supérieur d'art dramatique et au Studio-théâtre d'Asnières[réf. nécessaire].
Elle a été engagée auprès de Greenpeace.

## Théâtre
- 2002 : Le Comte de Monte-Cristo, adaptation du roman d'Alexandre Dumas (mise en scène de Maria Zachenska)
- 2007 : Vraiment un homme à Sangatte, de Lancelot Hamelin (mise en scène de Julio Bouley / Théâtre Ouvert)
- 2007 : Divers et pervers, de José Miguel Vivas (mise en scène de Julio Bouley / MC93 de Bobigny)
- 2008 : Le Masque boîteux, de Koffi Kwahulé (mise en scène d'Adama Diop / Lavoir Moderne)
- 2009 : Leaves, de Lucy Caldwell (mise en scène de Mélanie Leray / Théâtre national de Bretagne)
- 2010 : Mademoiselle Julie, d’August Strindberg (mise en scène de Géraldine Martineau / Théâtre de la Loge)
- 2011 : Sous contrôle, de Frédéric Sonntag (mise en scène de l'auteur / Ferme du Buisson)
- 2013 : Cyrano de Bergerac, d'Edmond Rostand (mise en scène de Dominique Pitoiset /  tournée)
- 2015 : Trissotin ou Les Femmes savantes de Molière, mise en scène Macha Makeïeff, Nuits de Fourvière
- 2017 : Notre Faust, saison 2, de et mise en scène Robert Cantarella, théâtre des Amandiers
- 2019 : La Fin de l'homme rouge, d'après l'essai de Svetlana Aleksievitch, adaptation et mise en scène par Emmanuel Meirieu, Théâtre Les Gémeaux - Scène nationale[2]
- 2023 : Hedda de Sébastien Monfè et Mira Goldwicht, mise en scène Aurore Fattier, Odéon Ateliers Berthier

## Filmographie

### Cinéma

#### Longs métrages
- 2009 : Vertige d'Abel Ferry : Karine
- 2011 : Louise Wimmer de Cyril Mennegun : Jessica Wimmer, la fille de Louise
- 2011 : La Brindille d'Emmanuelle Millet : Julie
- 2012 : La Mer à boire de Jacques Maillot : Jessica
- 2012 : Low Life de Nicolas Klotz et Élisabeth Perceval : Julie
- 2013 : Deux Automnes Trois Hivers de Sébastien Betbeder : Amélie
- 2015 : Journal d'une femme de chambre de Benoît Jacquot : la jeune bourgeoise
- 2015 : Le Combat ordinaire de Laurent Tuel : Émilie
- 2017 : Le lion est mort ce soir de Nobuhiro Suwa : Céline
- 2017 : K.O. de Fabrice Gobert : la femme rousse
- 2019 : L'Ordre des médecins de David Roux : Julia
- 2019 : La Lutte des classes de Michel Leclerc : la collègue de Sofia
- 2019 : Alice et le Maire de Nicolas Pariser : Delphine
- 2019 : Perdrix d'Erwan Le Duc : Juliette Webb[3]
- 2020 : Just Kids de Christophe Blanc : une professeure
- 2021 : La Place d'une autre d'Aurélia Georges : Rose Juillet
- 2023 : Toi non plus tu n'as rien vu de Béatrice Pollet : Claire
- 2023 : Sur la branche de Marie Garel-Weiss : Marine Dupré
- 2023 : La Voie royale de Frédéric Mermoud : Claire, professeure
- 2023 : La Petite de Guillaume Nicloux : Aude Siprien
- 2023 : Bernadette de Léa Domenach : Laurence Chirac
- 2023 : La Fille de son père d'Erwan Le Duc : Hélène
- 2024 : Hors du temps d'Olivier Assayas : Flavia
- 2024 : Le Médium d'Emmanuel Laskar : Myriam

#### Courts métrages
- 2007 : Chloé d'Antoine Bretillard
- 2008 : Soldiers d'Antoine Bretillard
- 2008 : Voisine de Jean-Baptiste Saurel
- 2009 : La Lune jetée à l'eau de Loïc Barrère : Luna
- 2009 : Adèle sourit à Jean d'Agathe Riedinger : Adèle
- 2010 : Quand il veut, où il veut d'Anaïs Couet-Lannes
- 2010 : Tout le monde dit que je t'aime trop d'Agathe Riedinger : la femme
- 2010 : La Bonne Aventure de Jean-Baptiste Saurel
- 2010 : Métaphysiques transcendantales des théories universelles d'Anne-Sophie Franck
- 2012 : Le Roi des Belges de Pierre Mazingarbe : Anna
- 2012 : Pissing Territories de Pablo García Canga : Mathilde
- 2012 : Macha de Kateryna Svyeshnykova : Marie
- 2013 : La Voix de Kate Moss de Margaux Bonhomme : une des comédiennes
- 2013 : Jamais jamais d'Erwan Le Duc : Clémentine Arpinon
- 2013 : Sur la pointe des pieds de Yacine Badday : Marie
- 2013 : Bal de nuit de Clémence Madeleine-Perdrillat : Lara
- 2013 : Obsession d'Oscar Dorby et Jérémie Duvall : hôtesse de l'hôpital
- 2014 : Ni une, ni deux d'Erwan Le Duc :
- 2015 : Le Cœur d'Olivier Guidoux : Rachel
- 2015 : Sur la pointe des pieds de Yacine Badday : Marie
- 2015 : Le Soldat vierge d'Erwan Le Duc : Shinigami
- 2015 : Miaou miaou fourrure d'Erwan Le Duc : Joséphine
- 2016 : Gigot bitume de Clémence Madeleine-Perdrillat : Joséphine
- 2017 : Même pas mal, petit animal de Juliette Kempf : Marthe
- 2017 : Voir le jour de François Le Gouic : la mère
- 2018 : La Parcelle de Michael Guerraz[4] : Claire
- 2018 : Le Bon copain de Nicolas Keitel : la mère
- 2018 : Acide de Just Philippot : Elise, la mère
- 2018 : Craché dehors de Mathieu Lis : Michelle
- 2018 : Sans rivages de Mathieu Lis : Michelle
- 2018 : La Nuit d'avant de Pablo Garcia Canga : la femme
- 2022 : Mantra de Stef Meyer et Pascal Bourelier : Emma

### Télévision

#### Téléfilms
- 2011 : Le Repaire de la vouivre d'Edwin Baily : Evelyne Pratt
- 2011 : Roses à crédit d'Amos Gitaï : Cécile
- 2012 : Parle tout bas, si c'est d'amour de Sylvain Monod
- 2019 : Marie-Antoinette, ils ont jugé la reine d'Alain Brunard : Marie-Antoinette
- 2022 : Qu'est-ce qu'on va faire de Jacques ? de Marie Garel-Weiss : Louise

#### Séries télévisées
- 2009 : Un flic, saison 3, épisode Dancers de Patrick Dewolf : Ally
- 2010 : Maison close, 3 épisodes de Mabrouk El Mechri : Élisabeth Gaillac
- 2019 : Mytho de Fabrice Gobert et Anne Berest, saison 1 : Jane Laval
- 2021 : Les Aventures du jeune Voltaire (mini-série) d'Alain Tasma : la duchesse du Maine
- 2021 : Mixte (série Prime Vidéo) : Jeanne Bellanger, l’infirmière du lycée
- 2022 : Irma Vep (mini-série) d'Olivier Assayas : Rebeka / Madame d'Alba
- 2023 : Dans l'ombre (mini-série) de Pierre Schoeller : Leïla Argument
- 2024 : Le Monde n’existe pas (mini-série) d'Erwan Le Duc : Sarah Challe
- 2024 : En haute mer de Denis Rabaglia : Aurélie Mercier
- 2025 : Carême de Martin Bourboulon (Apple TV+) : Joséphine de Beauharnais

## Radio
Elle a également prêté sa voix pour jouer dans des fictions radiophoniques et des pièces de théâtre radio-diffusées par France Inter :
2008
- Les Tulipes (émission de Noëlle Renaude et Marguerite Gâteau)
- Vol au-dessus de l'océan (adaptation de la pièce de Bertolt Brecht, par Marguerite Gâteau)

2009
- Nuits noires, nuits blanches (émission de Marguerite Gâteau)

## Distinctions

### Récompenses
- Prix du cinéma suisse 2024 : Quartz de la meilleure interprétation dans un second rôle[5] pour La Voie royale